# Гиян, Шир
Шир Гиян (пушту شیر ګیان‎) — афганский государственный и политический деятель. Занимал пост премьер-министра Афганистана с января по 1 ноября 1929 года.
Во время гражданской войны в Афганистане был премьер-министром на стороне Хабибуллы Калакани. Ему предшествовал Шир Ахмад, а после его свержения вместе с Калакани его сменил Мохаммад Хашим-хан. Шир Гиян ушёл со своего поста 1 ноября 1929 года. В том же году он и умер.